# Liste der Nummer-eins-Hits in Australien (1958)
Diese Liste enthält alle Nummer-eins-Hits in Australien im Jahr 1958. Es gab in diesem Jahr 15 Nummer-eins-Singles.
| Singles |
| --- |
| - Paul Anka – Diana - 8 Wochen (21. Dezember 1957 – 14. Februar 1958) - Pat Boone – April Love - 6 Wochen (15. Februar – 28. März) - Johnny Mathis – The Twelfth of Never - 1 Woche (29. März – 4. April) - Perry Como – Catch a Falling Star - 8 Wochen (5. April – 30. Mai) - Laurie London – He's Got the Whole World in His Hands - 4 Wochen (31. Mai – 27. Juni) - The Platters – Twilight Time - 4 Wochen (28. Juni – 25. Juli) - The Music of David Seville – Witch Doctor - 1 Woche (26. Juli – 1. August) - Sheb Wooley – The Purple People Eater - 5 Wochen (2. August – 5. September, insgesamt 6 Wochen) - Slim Dusty – A Pub with No Beer - 1 Woche (6. September – 12. September) - Sheb Wooley – Purple People Eater - 1 Woche (13. September – 19. September, insgesamt 6 Wochen) - Kalin Twins – When - 1 Woche (20. September – 26. September) - Pérez Prado – Patricia - 1 Woche (27. September – 3. Oktober) - The Everly Brothers – Bird Dog - 3 Wochen (4. Oktober – 24. Oktober) - Domenico Modugno; Dean Martin – Volare (Nel blu dipinto di blu) - 7 Wochen (25. Oktober – 12. Dezember) - Tommy Edwards – It's All in the Game - 1 Woche (13. Dezember – 19. Dezember) - Kingston Trio – Tom Dooley - 8 Wochen (20. Dezember 1958 – 13. Februar 1959) |

Siehe auch: Nummer-eins-Hits 1958 in  Belgien, Deutschland, Frankreich, Kanada, Norwegen, den Vereinigten Staaten und im Vereinigten Königreich.